# Obradoiro Club de Amigos del Baloncesto
El Obradoiro Clube de Amigos do Baloncesto, S.A.D. (abreviado Obradoiro CAB y conocido por motivos de patrocinio como Monbus Obradoiro) es un equipo de baloncesto español de la ciudad de Santiago de Compostela, Galicia. Fue fundado el 6 de octubre de 1970 y actualmente milita en Primera FEB.
Su primer gran logro lo consiguió en 1982 cuando consiguió el ascenso a la Primera División, máxima categoría del baloncesto español por aquel entonces, antes de la creación de la Liga ACB. Esa temporada quedó clasificado en último lugar, lo que provocó el descenso. 
Sin embargo, este club es conocido por haber perdido contra el Júver Murcia la eliminatoria de ascenso a la Liga ACB en la temporada 89/90. El equipo murciano incurrió en alineación indebida, al utilizar como jugador nacional a Esteban Pérez, que en realidad tenía pasaporte argentino, lo que motivó el inicio de una batalla judicial inédita en una competición deportiva española. 
El Obradoiro en 2013 consiguió entrar en los playoffs por el título de la ACB. En 2016 disputó la Copa del Rey disputada en La Coruña por jugarla como anfitrión, aunque no pudo pasar de las semifinales de este torneo.

## Historia del club

### Los inicios (1970-1972)
El Obradoiro CAB nace el 6 de octubre de 1970 en Santiago por el impulso de 29 socios fundadores, que deciden crear un club de baloncesto en la ciudad. El equipo participará en su primera temporada en la Tercera División, al conseguir la plaza que ocupaba la sección de baloncesto de la SD Compostela.
El Obradoiro se integra en el grupo A de la Tercera División. El grupo lo conformaban 11 equipos, todos ellos gallegos. Durante estos primeros años jugará sus partidos como local en el Gimnasio Universitario, actual Auditorio del Campus Vida de la USC. El primer equipo estaba entrenado por José Manuel Couceiro y en él destacaban jugadores como José Caldas o Nacho Rey.
En la temporada 1970-71, la de su debut, el Obradoiro se queda a las puertas del ascenso al terminar en tercera posición, tras los ferrolanos OAR Viñalar y Escuela Nacional Bazán. El balance en esta primera temporada es de 14 victorias, un empate y cinco derrotas. También termina la liga regular como equipo más anotador de la categoría.
El Obradoiro repite participación en el grupo A de la Tercera División en la temporada 1971-72. El grupo se amplía a 14 equipos, todos ellos de Galicia. La trayectoria vuelve a ser brillante y el equipo santiagués concluye en segundo lugar, solo superado por el Celta de Vigo, al que vence en el partido disputado en Santiago (70-59). El balance final es de 21 victorias, 1 empate y 4 derrotas,
El equipo logra clasificarse como subcampeón del grupo A para la fase final de la competición, que se juega en Valladolid en mayo de 1972. Su grupo lo conforman otros cinco equipos: el Don Bosco de Pasajes (Guipúzcoa), que terminaría siendo el campeón de España; el Club Standard (Madrid), el Castilla Jher (Valladolid), el Hermandades del Trabajo (Madrid) y el Militar Deportivo (Sevilla). El equipo santiagués logra una victoria y cuatro derrotas, algunas de ellas muy ajustadas.

### El primer ascenso a segunda división (1972-73)
En su tercera temporada en la categoría de bronce, la 1972-73, el Obradoiro vuelve a situarse entre los puestos altos y concluye la liga en segunda posición de un total de 13 equipos. Solo el club La Casera de Lugo es capaz de mejorar el balance del equipo santiagués (21-3), comandado por uno de sus jugadores más emblemáticos, Tonecho Lorenzo, que se convierte en uno de los máximos anotadores durante estas temporadas.
El equipo se clasifica como subcampeón de grupo para la fase de ascenso en Oviedo, en la que termina en tercera posición tras conseguir tres victorias (ante Renfe de Ciudad Real, Vegasa de San Sebastián y Gil Martín de Huelva) y dos derrotas (ante Universitario de Oviedo y Rayo Vallecano de Madrid). Esto le permite jugar una repesca a doble partido contra el tercer clasificado de la otra fase de ascenso, la Empresa Municipal de Transportes de Madrid. El equipo madrileño logra una ventaja de +13 en la ida (61-48), pero los santiagueses remontan en la vuelta (84-65).
Superada la repesca, la eliminatoria decisiva es una promoción con el 13.º clasificado de la segunda división, el Celta de Vigo. La promoción se decide en el partido de Santiago (79-46), mientras que en la vuelta hay empate (53-53), otorgando el ascenso al Obradoiro.

### Consolidación en segunda división (1973-1978)
El Obradoiro debuta en segunda división en la temporada 1973-74. El equipo santiagués se integra en el grupo A, conformado por 13 equipos del norte y el oeste de España. La temporada del debut en la categoría de plata obtiene la permanencia tras concluir en octava posición, con 18 puntos.
El equipo santiagués se consolida en la categoría durante la temporada 1974-75. Dirigido por Alfonso Rivera, acaba la liga en 4.ª posición de un total de 15 equipos tras sumar 36 puntos. Será la primera ocasión en que un jugador estadounidense milite en el Obradoiro, Dave Stockinsky. Y los últimos partidos ya se juegan en el recién inaugurado Pabellón de Sar, propiedad del club.
La temporada 1975-76 comienza con malos resultados, lo que provoca la destitución en navidades de Alfonso Rivera y la llegada del tándem José Manuel Couceiro-Pepe Casal al banquillo compostelano. De la mano del puertorriqueño Jimmy Thorsden, el Obradoiro remonta y acaba la liga en 3.ª posición entre 12 equipos, con un balance de 14 victorias, 2 empates y 8 derrotas. En estas temporadas destacan, López Cid, José Gil y Tonecho Lorenzo.
Al año siguiente (1976-77) también se logra la permanencia en segunda división. El entrenador es Carlos Lamela y la plaza de extranjero la ocupa John Powell, que abandona el club antes de acabar la temporada. Obradoiro finaliza en 8.ª posición entre 15 equipos, tras obtener 13 victorias y 15 derrotas. Al acabar la temporada, la FEB decide suprimir los extranjeros en esta categoría.
En la temporada 1977-78 se consuma el descenso del Obradoiro a la categoría de bronce. El equipo compostelano solo obtiene 8 victorias y 2 empates en 30 partidos y concluye la competición en el puesto 14.º de 16 participantes.

### Etapa de transición (1978-1981)
El Obradoiro disputa la temporada 1978-79 en el grupo 1 de la segunda división, reconvertida en tercera categoría nacional por la creación ese mismo año de la Primera B. La trayectoria es muy discreta y acaba 9.º de 12 equipos, con un balance de 9 victorias, 2 empates y 11 derrotas. En esa temporada los jugadores llegan a hacer públicas las protestas por los impagos de las nóminas.
Los resultados mejoran el año siguiente de la mano de Jorge Peleteiro. El Obradoiro acaba la temporada 1979-80 en segunda posición y se queda a las puertas del ascenso. Pero la renuncia del Mollet a mediados de agosto permite al equipo santiagués ascender a la Primera B.
La vuelta a la categoría de plata no resulta sencilla. Es la temporada 1980-81 y el Obradoiro Pepe Ramón (se incorpora un patrocinador al nombre del equipo) se mantiene en la parte baja de la Primera B durante la mitad de la temporada y la mala racha le cuesta el puesto a Jorge Peleteiro. Su sustituto, Pepe Casal, logra enderezar el rumbo con cinco victorias en los últimos siete partidos. El Obra acaba en 8.ª posición de 14 equipos, con un balance de 12 victorias, un empate y 13 derrotas. En ese equipo ya destacaban jugadores como Mario Iglesias, José Antonio Gil, Boni Rodríguez o Manuel Vidal.

### El histórico ascenso a primera división (1981-82)
Dirigido por Pepe Casal, el Obradoiro logra su mayor gesta deportiva en la temporada 1981-82. El equipo santiagués se sitúa desde principios de la competición en la parte alta de la clasificación y termina en 3.ª posición de Primera B, con un balance de 18 victorias y 8 derrotas. Este tercer puesto le otorga el ascenso a primera división junto a Inmobanco de Madrid y Baskonia de Vitoria.
El ascenso se obtiene en la última jornada de liga en Mataró (86-89), en un partido que se decidió en los últimos minutos y con una aportación de clave de la pareja Gil-Iglesias, que sumaron entre ambos 53 puntos,y que fueron de los máximos anotadores de la competición. A su regreso, el equipo fue recibido en Santiago por cientos de seguidores en el aeropuerto de Lavacolla y los jugadores fueron sacados a hombros.
La plantilla de ese histórico ascenso la conformaban Gil, Mario Iglesias, Lomas, Balagué, Corts, R.Vallejo, Manolo Vidal, Montero, Modrego y Alberto Abalde, con Pepe Casal y Julio Bernárdez en el banquillo y Antonio Castro en la presidencia del club.

### Dos descensos consecutivos (1982-1984)
El Obradoiro solo conseguirá en la temporada 1982-83 dos victorias en su estreno en primera división. El equipo es dirigido por el yugoslavo Todor Lazic, que a finales de año tiene que volver a su país aquejado de una grave dolencia pulmonar y no regresará a Santiago. Y el jugador franquicia, el estadounidense Chuck Verderber, se rompe en la quinta jornada de liga tras sufrir contra el Fichet Joventut la rotura total del tendón de Aquiles.
A la mala marcha del equipo se le unen los graves problemas económicos, que fuerzan a la directiva a ordenar al equipo júnior jugar en Granollers. El balance final de la temporada es de 2 victorias (contra Caja de Ronda y Valladolid) y 24 derrotas. Pese a la llegada de Nate Davis en sustitución de Verderber, Obradoiro queda en última posición.
En la temporada 1983-84 se consuma un nuevo descenso, de la Primera B a la segunda división. El entrenador Julio Bernárdez es destituido a finales de noviembre. Se incorpora al banquillo Jorge Peleteiro, que abandona el club a mediados de enero. El base José Ramón Lete llega a dirigir algún entrenamiento y finalmente se ficha a Alfonso Rivera, que no logra salvar el equipo.
Obradoiro acabará la temporada en la posición 12.ª de un total de 14 equipos, con un balance de 9 victorias y 17 derrotas.

### Primer título y regreso a la Primera B (1984-1989)
La temporada 1984-85 concluye con el primer título oficial de la historia del club. Obradoiro logra el ascenso a Primera B tras obtener el título de campeón de España de la segunda división, en una final disputada en Córdoba contra Procesator Mataró (92-89).
Antes, en esta ciudad andaluza había disputado la fase de ascenso, en la que logra cuatro victorias (a Unelco Tenerife, Askatuak, Andorra y Plasencia) y solo perdió contra el Banco Pastor de Madrid. La Liga Regular la había terminado en el Grupo A en primera posición entre 12 equipos, con 47 puntos.
El equipo se asienta en la Primera B durante la temporada 1985-86, año en el que se estrena el patrocinio de la cooperativa coruñesa Feiraco. Llega al club un estadounidense, Bill Collins, que con un grupo de jugadores españoles (Alberto Abalde, Miguel Juane, Mario Iglesias, Ricardo Aldrey, José Ramón Lete...) forman uno de los mejores equipos de la historia del club. El Obradoiro concluye la primera fase de la liga regular como líder del grupo impar (11 victorias y 3 derrotas) y en la segunda fase lucha por el ascenso hasta la última jornada. Dirigido por Pepe Casal, concluirá la temporada en sexta posición, con 6 victorias y 8 derrotas en la serie B-1.
La misma tendencia se repite en la temporada 1986-87. Obradoiro concluye en quinta posición del grupo B-1 con un balance de 12 victorias y 10 derrotas. La plantilla vuelve a estar dirigida por Pepe Casal, con Bill Collins de nuevo como jugador franquicia y la llegada de tres fichajes: Julio Torres, Paco Dosaula y Julio Jiménez.
Más complicaciones surgen en la temporada 1987-88. Pese a la llegada de otro estadounidense, Mike Schultz, el Feiraco Obradoiro encadena varias derrotas en el tramo inicial de la liga y acaba la primera fase en 9.ª posición entre 14 equipos. A esta irregularidad se le une la marcha de Collins a Estados Unidos por un problema familiar. Su lugar lo ocupará Aaron Brandon, que no cumple las expectativas.
En la segunda fase queda encuadrado en el grupo C, en el que concluye en 6.ª posición entre 9 equipos. Pepe Casal es sustituido por Julio Bernárdez pero el Obradoiro se ve obligado a jugar un play-off de descenso contra el Andorra. El conjunto del Principado vence los dos partidos en Santiago y gana la serie (3-1) en el cuarto partido en Andorra, consumando el descenso de categoría.
Pero Obradoiro volverá a salir en Primera B en la temporada 1988-89 al ocupar la plaza del San Estanislao de Málaga, que renuncia a la categoría. El empresario palestino Ghaleb Jaber pasa a ocupar la presidencia y Julio Bernárdez el banquillo. Con Levi Middlebrooks como estadounidense, el equipo llega a navidades en penúltima posición con un balance de 2 victorias y 13 derrotas. Al final, logra evitar el descenso directo y acaba en 13.ª posición de 16 equipos, con 10 victorias y 20 derrotas.
La mala temporada le obliga a jugar otra vez play-off de descenso contra Cajahuelva. Con la serie empatada a dos, Obradoiro vence en un dramático quinto partido en Huelva (57-60) y consigue mantener la categoría.

### El famoso play-off contra el Júver (1989-90)
Obradoiro encara la temporada 1989-90 con Manuel Fernández Rey, Pirulo, en el banquillo y con Víctor Anger como estadounidense, ayudado por jugadores como Pepe Collins, los hermanos Solsona, Dosaula o Modrego. La liga regular acaba con el Obradoiro en quinta posición entre un total de 16 equipos, lo que le daba derecho a participar en el play-off. La temporada había sido satisfactoria, con un balance de 18-12 y muy cerca del tercero (Syrius Patronato, de Mallorca) y del cuarto (Elosúa León), ambos con 19 victorias.
En el play-off de ascenso a la División de Honor, Obradoiro se deshace en la primera ronda de Caja Huelva (2-1) pero cae derrotado por Júver Murcia en la serie final (0-3). Es esta ronda cuando el equipo gallego reclama la alineación indebida de un jugador murciano, el argentino Esteban Pérez, que fue inscrito como español con un documento de identidad falsificado. Esta reclamación fue desestimada por vía deportiva y se trasladó a los tribunales, lo que dio lugar a un litigio judicial solventado en última instancia en el Tribunal Supremo a finales de 2007.
En esa época se produce otro hecho histórico. El pabellón de Sar es derruido (su lugar lo ocupa ahora el actual pabellón Multiusos Fontes do Sar) y el equipo se muda temporalmente al pabellón de Santa Isabel. Allí disputará los últimos partidos de liga y el play-off de ascenso.
Un problema con la recepción del aval excluyó a Obradoiro de la Primera B en la temporada 1990-91. El club militará en competición autonómica y lleva también esta exclusión a los tribunales. La justicia da la razón al Obradoiro y obliga a la Federación Española de Baloncesto a inscribir al club en Primera B en la temporada 1991-92.
Esta será la última del Obradoiro en categoría profesional hasta su regreso en 2009. El equipo, con el patrocinio de la Onza de Oro y entrenado por Javier Lorenzo, acaba en la 13.ª posición de 16 equipos con un balance de 12-18. Lorenzo es sustituido en enero por Tim Shea, que también se marcha y obliga a Pepe Casal a coger el equipo, el cual también marcha a falta de una jornada,  y coge el equipo Tonecho Lorenzo, que era el 2.º entrenador. En el grupo de descenso, Obradoiro solo gana uno de los 6 partidos y consuma el descenso de categoría.
Acuciado por las deudas y el coste del litigio con la FEB, la directiva entrega el club a la Federación ese mismo verano. Pero una gestora dirigida por José Ángel Docobo y José Ramón Mato se hace cargo del club para evitar su desaparición y continuar con la batalla judicial. Obradoiro continuará compitiendo con un equipo de juveniles y más tarde en competición local y autonómica.

### Batalla judicial (1992-2009)
En la eliminatoria final contra el Juver Murcia fue descubierta la alineación ilegal del jugador Esteban Pérez en el equipo murciano. Dicha alineación ilegal consistía en que en esa temporada solo estaba permitida la presencia de un jugador extranjero por equipo, el Juver Murcia poseía dos: Mike Phillips y Esteban Pérez (quien tenía un pasaporte falso español, siendo Pérez argentino).
El descubrimiento de la nacionalidad de Esteban creó una enorme polémica que duró casi 20 años. Esta situación fue denunciada por el Obradoiro CAB, primero ante la justicia deportiva y más tarde ante los tribunales ordinarios. El 14 de septiembre de 1994 se anunció la resolución del Tribunal Superior de Justicia de Madrid, que declaró como ganador de la eliminatoria de ascenso al club gallego y obligó a la ACB a readmitirlo en la Liga ACB.
A pesar de la sentencia, el proceso judicial se alargó hasta el verano de 2003, cuando el Tribunal Supremo decidió suspender la Liga ACB mientras no se admitiese al Obradoiro CAB. La ACB exigió entonces al club santiagués que abonase el canon de entrada correspondiente a la temporada 2003/2004 (cerca de 3 millones de euros), mientras que el Obradoiro CAB exigía pagar el correspondiente a la temporada 1990/1991, una cantidad cercana a los 600.000 euros.
Tras más de quince años de pleitos, el 27 de noviembre de 2007 el Tribunal Supremo dio la razón al equipo gallego, obligando a la ACB a readmitirlo en la máxima categoría del baloncesto español y con la obligación de pagar el canon correspondiente a la temporada 1990/1991.
Las opciones que manejó el club fueron, además de intentar conseguir los apoyos económicos necesarios para competir en la liga ACB, vender la plaza o fusionarse con otro equipo. Sin embargo, la ACB mantuvo e hizo saber al Obradoiro que la sentencia indicaba que el usufructo de la plaza pertenecía de modo exclusivo al CAB Obradoiro y advirtió al club gallego que no aceptaría la inscripción de un nuevo club producto de una fusión, como tampoco permitiría una venta de la plaza, dejando solo una opción a los santiagueses.
Finalmente, el día 15 de junio de 2009 (el último día del plazo para realizar la inscripción y 19 años después del polémico play-off), el Obradoiro CAB formalizó su inscripción en la ACB para la temporada 2009/10. Paralelamente, el CAB Obradoiro decide mantener al equipo que le representó en los últimos años y que conseguía la temporada 2009/2010 el ascenso a la liga EBA, inscribiéndole en la cuarta categoría del baloncesto español.

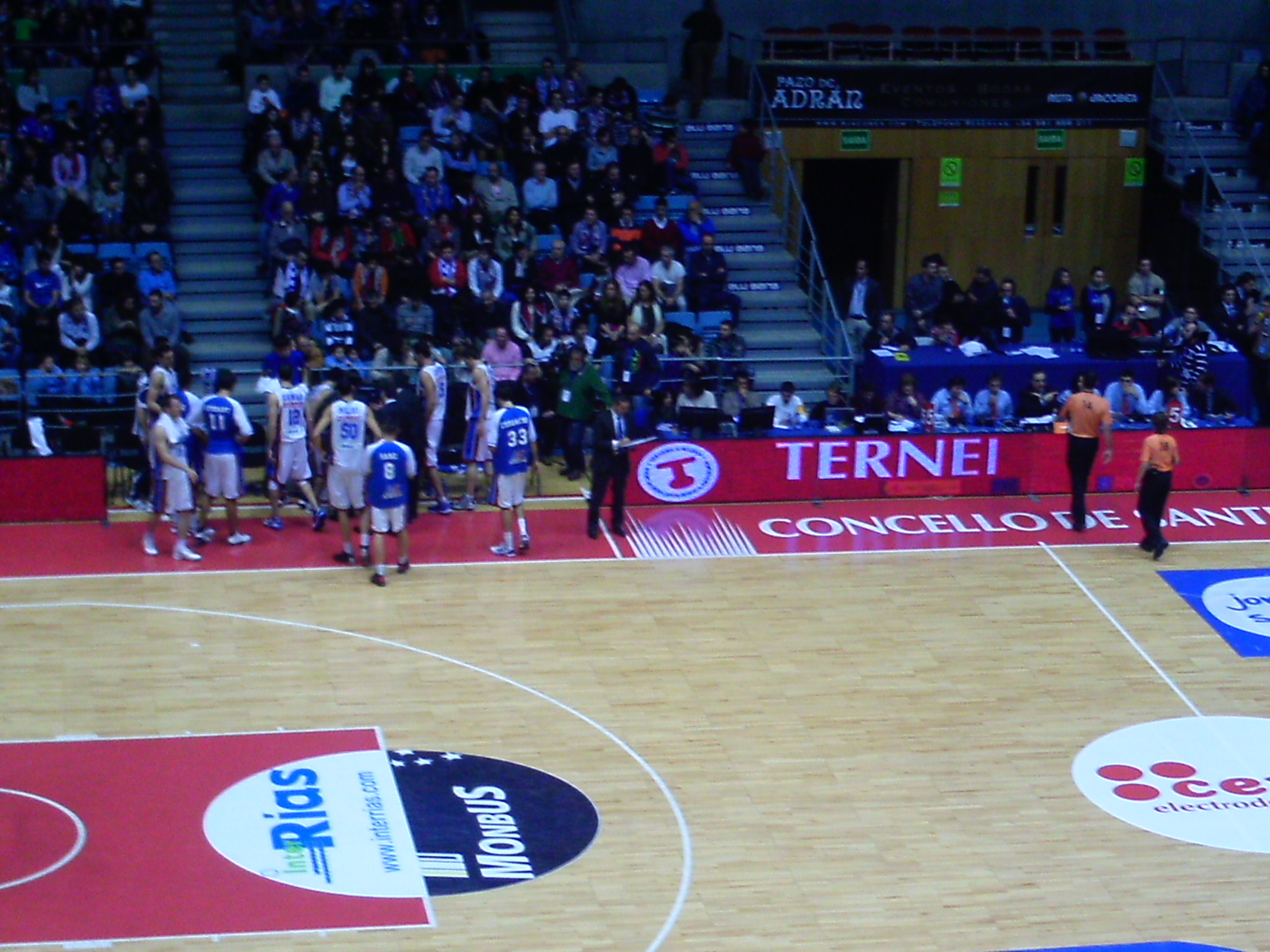
Obradoiro en un tiempo muerto en diciembre del 2012

### La ilusión renovada (2009-2016)
En la campaña de regreso a la máxima categoría de la Liga ACB, el Obradoiro C.A.B. se convirtió en todo un fenómeno social en Galicia. Con la denominación de Xacobeo Blusens los santiagueses jugaron en el Multiusos Fontes do Sar. El equipo, entrenador por Curro Segura, completó una magnífica primera vuelta y estuvo a punto de clasificarse para disputar la Copa del Rey. Jugadores como Kostas Vasileiadis o Javier Bulfoni se erigieron en ídolos de la afición. Sin embargo, una pésima segunda mitad del campeonato condenó al Xacobeo Blusens al descenso a la Liga LEB.
El paso por la segunda división del baloncesto español duró solo un año. Con el nombre de Blusens Monbus, el santiagués Moncho Fernández fue el encargado de dirigir desde el banquillo el ascenso a la Liga ACB. Tras finalizar en segunda posición la temporada regular, el regreso a la élite se hacía realidad el 3 de junio de 2011 en la pista del Autocid Ford Burgos. Además en esta campaña, el Obradoiro C.A.B. se proclamó campeón de la Copa Príncipe de Asturias.
La temporada 2011-2012 sería la guinda al trabajo realizado por los pupilos de Moncho Fernández, con la permanencia en la Liga Endesa por primera vez en la historia del equipo compostelano. Acabarían la liga regular con 13 victorias y 21 derrotas, finalizando en la 13.ª posición.
Un año después, en la temporada 2012-2013, se logra la histórica clasificación para los playoffs por el título, gracias a las 18 victorias y 16 derrotas que cosecha el equipo en la liga regular. El puesto 8.º, conseguido "in extremis" en el último partido ante Bilbao Basket, permitió enfrentarse al Real Madrid en cuartos de final. La eliminatoria finalizó con un balance de 2-0 favorable al Real Madrid. Posteriormente, fruto de dicha clasificación, el Obradoiro recibió dos invitaciones para disputar competición europea por primera vez en su historia (primero para la Eurochallenge, tercera competición continental, y posteriormente y gracias a vacantes producidas a la Eurocup), pero se vio obligado a renunciar a ellas para no poner en riesgo la viabilidad económica del club.
En esta temporada también se consiguen otros dos hitos históricos para el club: Ser el segundo equipo en la historia de la ACB (tras el Valencia Basket) que consigue ganar en una misma temporada regular en las cuatro canchas de los equipos de Euroliga: Real Madrid, FC Barcelona, Baskonia, Unicaja. Y la convocatoria del jugador obradoirista Alberto Corbacho por parte del seleccionador español Juan Antonio Orenga para la preparación del Eurobasket 2013 de Eslovenia, convirtiéndose así en el segundo jugador de la historia del Obradoiro que viste la camiseta de la selección nacional, tras Ricardo Aldrey en 1986, y la primera llamada de un jugador del Obradoiro por parte de la selección nacional en 26 años.
La temporada 2013-2014, tercera consecutiva del Obradoiro en ACB, se salda con la permanencia, alcanzando la segunda mejor clasificación del club con 13 victorias y 21 derrotas. El equipo finaliza en la 12.ª posición de la tabla.
Los pupilos de Moncho Fernández repetirían clasificación la temporada 2014-2015 con 15 victorias y 19 derrotas, alcanzando la permanencia por cuarto año consecutivo y logrando con ello la histórica participación en la Copa del Rey de A Coruña 2016, en la que sería anfitrión.
En la temporada 2015-2016 tras un intenso y complicado año, el equipo compostelano participa en la Copa del Rey de A Coruña, donde cae en el último suspiro ante el Caja Laboral Baskonia en 1/4 de final. El equipo finaliza en la 15.ª posición de la liga regular, logrando la permanencia un año más en la Liga Endesa.

## Trayectoria
| Temporada | Categoría             | Nivel                 | Puesto                | Balance               | Playoff/Postemporada  | Copa del Rey          | Otras copas           | Otras copas           | Competiciones europeas | Competiciones europeas |                       |
| --------- | --------------------- | --------------------- | --------------------- | --------------------- | --------------------- | --------------------- | --------------------- | --------------------- | ---------------------- | ---------------------- | --------------------- |
| 1970-71   | 3.ª División          | 3                     | 3.º                   | 14–1–5                |                       |                       |                       |                       |                        |                        |                       |
| 1971-72   | 3.ª División          | 3                     | 2.º                   | 21–1–5                |                       |                       |                       |                       |                        |                        |                       |
| 1972-73   | 3.ª División          | 3                     | 2.º                   | 21–5–3                |                       |                       |                       |                       |                        |                        |                       |
| 1973-74   | 2.ª División          | 2                     | 8.º                   | —                     |                       |                       |                       |                       |                        |                        |                       |
| 1974-75   | 2.ª División          | 2                     | 4.º                   | 18–0–10               |                       |                       |                       |                       |                        |                        |                       |
| 1975-76   | 2.ª División          | 2                     | 3.º                   | 14–2–8                |                       |                       |                       |                       |                        |                        |                       |
| 1976-77   | 2.ª División          | 2                     | 8.º                   | 13–0–15               |                       |                       |                       |                       |                        |                        |                       |
| 1977-78   | 2ª División           | 2                     | 15.º                  | 8–2–20                |                       |                       |                       |                       |                        |                        |                       |
| 1978-79   | 2ª División           | 3                     | 9.º                   | 9–2–11                |                       |                       |                       |                       |                        |                        |                       |
| 1979-80   | 2.ª División          | 3                     | 2.º                   | —                     |                       |                       |                       |                       |                        |                        |                       |
| 1980-81   | 1.ª División B        | 2                     | 9.º                   | 12–1–13               |                       |                       |                       |                       |                        |                        |                       |
| 1981-82   | 1.ª División B        | 2                     | 3.º                   | 18–0–8                |                       |                       |                       |                       |                        |                        |                       |
| 1982-83   | 1.ª División          | 1                     | 14.º                  | 2–0–23                |                       | Octavos de final      |                       |                       |                        |                        |                       |
| 1983-84   | 1.ª División B        | 2                     | 12.º                  | 9–17                  |                       |                       |                       |                       |                        |                        |                       |
| 1984-85   | 2.ª División          | 3                     | 1.º                   | —                     |                       |                       |                       |                       |                        |                        |                       |
| 1985-86   | 1.ª División B        | 2                     | 7.º                   | 17–11                 |                       |                       |                       |                       |                        |                        |                       |
| 1986-87   | 1.ª División B        | 2                     | 6.º                   | 20–14                 |                       |                       |                       |                       |                        |                        |                       |
| 1987-88   | 1.ª División B        | 2                     | 21.º                  | 18–26                 |                       |                       |                       |                       |                        |                        |                       |
| 1988-89   | 1.ª División          | 2                     | 12.º                  | 10–20                 |                       |                       |                       |                       |                        |                        |                       |
| 1989-90   | 1.ª División          | 2                     | 3.º                   | 19–11                 | Semifinales           |                       |                       |                       |                        |                        |                       |
| 1990-91   | Categorías inferiores | Categorías inferiores | Categorías inferiores | Categorías inferiores | Categorías inferiores | Categorías inferiores | Categorías inferiores | Categorías inferiores | Categorías inferiores  | Categorías inferiores  | Categorías inferiores |
| 1991-92   | 1.ª División          | 2                     | 13.º                  | 12–18                 |                       |                       |                       |                       |                        |                        |                       |
| 1992-03   | Categorías inferiores | Categorías inferiores | Categorías inferiores | Categorías inferiores | Categorías inferiores | Categorías inferiores | Categorías inferiores | Categorías inferiores | Categorías inferiores  | Categorías inferiores  | Categorías inferiores |
| 2003-04   | 1.ª Autonómica        | 6                     | 2.º                   | —                     |                       |                       |                       |                       |                        |                        |                       |
| 2004-05   | 1.ª División Nacional | 5                     | 7.º                   | 8–20                  |                       |                       |                       |                       |                        |                        |                       |
| 2005-06   | 1.ª División Nacional | 5                     | 12.º                  | 9–19                  |                       |                       |                       |                       |                        |                        |                       |
| 2006-07   | 1.ª División Nacional | 5                     | 3.º                   | 18–13                 |                       |                       |                       |                       |                        |                        |                       |
| 2007-08   | 1.ª División Nacional | 6                     | 3.º                   | 23–10                 |                       |                       |                       |                       |                        |                        |                       |
| 2008-09   | 1.ª División Nacional | 6                     | 2.º                   | 23–10                 |                       |                       |                       |                       |                        |                        |                       |
| 2009-10   | Liga ACB              | 1                     | 17.º                  | 8–26                  | Descenso              |                       |                       |                       |                        |                        |                       |
| 2010-11   | LEB Oro               | 2                     | 2.º                   | 28–6                  | Campeón Ascenso       |                       | Copa del Príncipe     | C                     |                        |                        |                       |
| 2011-12   | Liga ACB              | 1                     | 13.º                  | 13–21                 |                       |                       |                       |                       |                        |                        |                       |
| 2012-13   | Liga ACB              | 1                     | 8.º                   | 12–16                 | Cuartos de final      |                       |                       |                       |                        |                        |                       |
| 2013-14   | Liga ACB              | 1                     | 12.º                  | 13–21                 |                       |                       |                       |                       |                        |                        |                       |
| 2014-15   | Liga ACB              | 1                     | 12.º                  | 15-19                 |                       |                       |                       |                       |                        |                        |                       |
| 2015-16   | Liga ACB              | 1                     | 15.º                  | 10–24                 |                       | Cuartos de final      |                       |                       |                        |                        |                       |
| 2016-17   | Liga ACB              | 1                     | 13.º                  | 11–21                 |                       |                       |                       |                       |                        |                        |                       |
| 2017-18   | Liga ACB              | 1                     | 12.º                  | 14–20                 |                       |                       |                       |                       |                        |                        |                       |
| 2018-19   | Liga ACB              | 1                     | 15.º                  | 11–23                 |                       |                       | Supercopa             | SF                    |                        |                        |                       |
| 2019-20   | Liga ACB              | 1                     | 14.º                  | 9–14                  |                       |                       |                       |                       |                        |                        |                       |
| 2020-21   | Liga ACB              | 1                     | 14.º                  | 12–24                 |                       |                       |                       |                       |                        |                        |                       |
| 2021-22   | Liga ACB              | 1                     | 15.º                  | 12–22                 |                       |                       |                       |                       |                        |                        |                       |
| 2022-23   | Liga ACB              | 1                     | 11.º                  | 14–20                 |                       |                       |                       |                       |                        |                        |                       |
| 2023-24   | Liga ACB              | 1                     | 17.º                  | 11–23                 | Descenso              |                       |                       |                       | Liga de Campeones      | QR                     |                       |
| 2024-25   | Primera FEB           | 2                     | 5.º                   | 23–11                 | Cuartos de final      |                       | Copa España           | RU                    |                        |                        |                       |

- Temporadas en Liga ACB (o equivalente): 15 (82/83, 09/10, 11/12, 12/13, 13/14, 14/15, 15/16, 16/17, 17/18  18/19, 19/20, 20/21, 21/22, 22/23 y 23/24)
- Temporadas en Liga LEB (o equivalente): 16 (73/74, 74/75, 75/76, 76/77, 77/78, 80/81, 81/82, 83/84, 85/86, 86/87, 87/88, 88/89, 89/90, 91/92, 10/11 y 24/25)
- Temporadas en otras categorías: 24 (78/79, 79/90, 84/85, 90/91 y 1992 a 2009 -Senior Zonal, 1ª Autonómica y 1ª Nacional)

## Cambios de nombre competitivo del equipo (por motivos de patrocinio)
1970-1982: Obradoiro
1982-1985: Obradoiro Feiraco
1985-1988: Feiraco
1988-1995: Obradoiro
1995-1996: Academia Obradoiro
1996-1997: Yago Portela Obradoiro
1997-2000: Palmeiro Obradoiro
2000-2002: Obradoiro
2002-2009: Óptica Val Obradoiro
2009-2010: Xacobeo Blu:sens
2010-2013: Blusens Monbus
2013-2014: Río Natura Monbus
2014-2017: Río Natura Monbus Obradoiro
2017-presente: Monbus Obradoiro

## Datos del club
- Mejor puesto en Liga ACB: 8.º (Temporada 2012-13)
- Peor puesto en Liga ACB: 17.º (Temporada 2009-10, Temporada 2023-24)
- Máxima anotación a favor: 112-116 (Movistar Estudiantes)
- Máxima anotación en contra: 130-49 (Granollers EB)
- Diferencia de puntos a favor: +52 (CB Murcia)
- Diferencia de puntos en contra: -81 (Granollers EB)

### Partidos jugados en ACB
| Pos. | Jugador           | Partidos |
| ---- | ----------------- | -------- |
| 1    | Pepe Pozas        | 202      |
| 2    | Alberto Corbacho  | 164      |
| 3    | Álvaro Muñoz      | 131      |
| 4    | Artem Pustovyi    | 128      |
| 5    | Álex Suárez       | 118      |
| 6    | Pavel Pumprla     | 103      |
| 7    | Rafa Luz          | 103      |
| 8    | Thomas Scrubb     | 101      |
| 9    | Nacho Llovet      | 95       |
| 10   | Eimantas Bendžius | 94       |

### Máximo anotador en ACB
| Pos. | Jugador            | Puntos |
| ---- | ------------------ | ------ |
| 1    | Alberto Corbacho   | 1785   |
| 2    | Kassius Robertson  | 1431   |
| 3    | Artem Pustovyi     | 1250   |
| 4    | Thomas Scrubb      | 1193   |
| 5    | Kostas Vasileiadis | 940    |
| 6    | Eimantas Bendžius  | 925    |
| 7    | Adam Waczyński     | 819    |
| 8    | Laurynas Birutis   | 780    |
| 9    | Pepe Pozas         | 762    |
| 10   | Levon Kendall      | 756    |

## Palmarés

### Copa del Rey de Baloncesto
- 1982-1983. Octavos de final, contra el OAR Ferrol (74-91) y (94-84).
- 2015-2016. Cuartos de final, contra el Laboral Kutxa (77-79).

### Copa Príncipe de Asturias de Baloncesto
- 2010-2011. Campeón, contra el CB Murcia (81-78) en Santiago.

### Copa Galicia de Baloncesto
- 1985-1986. Subcampeón, contra el CB Breogán (70-67) en Orense.
- 2009-2010. Subcampeón, contra el CB Breogán (63-57) en Porriño.
- 2010-2011. Campeón, contra el COB Ourense (72-61) en Lalín.
- 2011-2012. Campeón, contra el Club Ourense Baloncesto (72-70) en Noya.
- 2012-2013. Campeón, contra el Club Ourense Baloncesto (86-67) en Orense.
- 2013-2014. Campeón, contra el CB Breogán (67-60) en Santiago.
- 2014-2015. Campeón, contra el CB Breogán (74-59) en Lugo.
- 2015-2016. Campeón, contra el Básquet Coruña (79-69) en Orense.
- 2016-2017. Campeón, contra el Básquet Coruña (85-77) en Noya.
- 2017-2018. Campeón, contra el CB Breogán (75-71) en Marín.
- 2018-2019. Subcampeón, contra el CB Breogán (75-74) en Marín (Pontevedra).
- 2019-2020. Campeón, contra el Club Ourense Baloncesto (89-65) en Marín (Pontevedra).
- 2021-2022. Subcampeón, contra el CB Breogán (76-82) en Ferrol.
- 2022-2023. Subcampeón, contra el CB Breogán (79-82) en Orense.
- 2023-2024. Campeón, contra el CB Breogán (69-68) en Lugo.

### Otras competiciones
- 1984-1985. Campeón de Liga de segunda división.
- 2016. Campeón del Trofeo Memorial Quino Salvo.[7]
- 2022. Campeón de la XXV VBCup Helena Mariño.[8]
- 2022. Campeón del VII Torneo EncestaRías.[9]
- 2022. Campeón del XXVII Trofeo Ciudad de Valencia.[10]